# Лесной (городской округ Клин)
Лесной (ранее Кордон Квартал 50)— посёлок в Клинском районе Московской области, в составе Нудольского сельского поселения. Население — 23 чел. (2010). До 2006 года посёлок входил в состав Щекинского сельского округа.
Посёлок расположен на юго-западе района, примерно в 20 км к юго-западу от райцентра Клин, у западной стороны автодороги А108 (Московское большое кольцо), высота центра над уровнем моря 232 м. Ближайшие населённые пункты — Екатериновка на юго-востоке и Николаевка на юге.

## Население
| 2002 | 2006 | 2010 |
| ---- | ---- | ---- |
| 33   | ↗34  | ↘23  |